# Alchemilla elevitensis
Alchemilla elevitensis är en rosväxtart som beskrevs av H. Kalheber. Alchemilla elevitensis ingår i släktet daggkåpor, och familjen rosväxter. Inga underarter finns listade i Catalogue of Life.